# Лащенко, Сергей Сергеевич
Серге́й Серге́евич Ла́щенко (укр. Сергій Сергійович Лащенко; 21 июля 1987, Павлоград — 8 апреля 2015, Одесса) — украинский боец-тяжеловес, выступавший в кикбоксинге и тайском боксе. В период 2007—2014 годов провёл на профессиональном уровне более сорока боёв, известен по участию в турнирах таких организаций как К-1 и SUPERKOMBAT, многократный победитель национальных и международных первенств, мастер спорта Украины международного класса.

## Биография
Сергей Лащенко родился 21 июля 1987 года в городе Павлограде Днепропетровской области Украинской ССР.
Активно заниматься кикбоксингом начал в 2006 году, при этом выступал преимущественно по правилам тайского бокса. Год спустя стал чемпионом Украины в тяжёлом весе и одержал победу на международном турнире в Москве, где оказался лучшим из шестнадцати бойцов. В 2008 году защитил звание национального чемпиона, на мировом чемпионате WBKF в Москве единогласным решением судей проиграл белорусу Алексею Кудину, получил бронзовую медаль на мировых играх ТАФИСА в Южной Корее, где вновь встретился с Кудиным и снова проиграл ему судейским решением. Также в этом сезоне дебютировал в крупнейшей организации кикбоксинга К-1, побывал на турнире в Риге, но дебют получился неудачным — он проиграл по очкам с экстра-раундом литовцу Миндаугасу Сакалаускасу.
2009 год Лащенко начал с поражения от россиянина Владимира Минеева в 1/8 Кубка Татнефть в Казани. За этим, однако, последовала серия из нескольких побед — на чемпионате Украины по тайскому боксу, на Кубке Украины и на чемпионате Европы среди любителей по версии IFMA (здесь Лащенко взял реванш у Кудина). Кроме того, он выступил в двух турнирах-«восьмёрках» на выбывание промоушена К-1, в обоих случаях сумел дойти до финальных стадий гран-при — на турнире в Польше техническим нокаутом проиграл в финале представителю Азербайджана Забиту Самедову, тогда как в Японии в решающем поединке был нокаутирован бойцом из Румынии Даньелом Гице.
В 2010 году одержал победу на турнире K-1 в Иокогаме, но затем трижды был побеждён: сначала французом Фредди Кемайо в четвертьфинале гран-при К-1 в Бухаресте, потом Алексеем Кудиным на турнире в Минске и наконец представителем Суринама Исмаэлем Лондтом. В следующем сезоне завоевал титул чемпиона румынской бойцовской организации SUPERKOMBAT, где, в частности, в финальном драматическом по накалу поединке взял реванш у Лондта. В 2012 году отметился победой над голландским проспектом Рико Верхувеном, но чемпионский титул SUPERKOMBAT защитить не смог, на двух турнирах в Румынии проиграл оба своих поединка. Также не имел успеха на турнирах К-1. Последний раз выходил на ринг в рамках профессионального кикбоксинга в октябре 2014 года, на турнире KOK World GP в Польше за один вечер победил двух местных бойцов и завоевал тем самым чемпионский пояс организации.

### Убийство
Убит 8 апреля 2015 года в Одессе, где в последнее время жил и тренировался. По имеющимся сведениям, в этот день поздно вечером он стал участником драки и перестрелки с группой лиц. Получив ранение, Лащенко с друзьями добрался до ближайшей больницы, но там был настигнут убийцами и расстрелян из травматического пистолета (одна пуля попала ему в шею и перебила сонную артерию). Оставил после себя жену и 11-месячного сына Платона.